# Heilversuch
Der Heilversuch (auch individueller Heilversuch) ist eine ärztliche Heilbehandlung, die vom medizinischen Standard abweicht, etwa mit einem neuen Medikament oder einer neuen Methode. Deren Wirkungen und Nebenwirkungen sind jedoch noch nicht ausreichend zu übersehen. Der Heilversuch ist auf die Heilung eines bestimmten Patienten gerichtet, nicht auf Forschung. Er unterscheidet sich so vom klinischen Experiment. Diese Unterscheidung ist juristisch bedeutsam, denn die rechtlichen Bestimmungen zum Schutz der Probanden wissenschaftlicher Studien gelten beim individuellen Heilversuch nicht.
Jeder Heilversuch setzt eine wissenschaftlich plausible Hypothese voraus, die den medizinischen Standard verändern könnte. Das bedeutet, dass klar unplausible oder bereits als unwirksam erprobte Verfahren der Alternativmedizin nicht als „Heilversuch“ etikettiert unbegrenzt weiter angewendet werden dürfen.
Off-Label-Use ist ein Heilversuch mit Medikamenten, die nicht für die jeweilige Indikation zugelassen sind. Compassionate Use ist kein Heilversuch, sondern betrifft vom Arzneimittelgesetz speziell geregelte Fälle, bei denen Medikamente schon vor ihrer Zulassung klinisch eingesetzt werden.
Der Heilversuch ist Ausdruck der ärztlichen Therapiefreiheit, die beispielsweise in der Deklaration von Helsinki formuliert wird: Bei der Behandlung eines einzelnen Patienten, für die es keine nachgewiesenen Maßnahmen gibt oder andere bekannte Maßnahmen unwirksam waren, kann der Arzt […] eine nicht nachgewiesene Maßnahme anwenden, wenn sie nach dem Urteil des Arztes hoffen lässt, das Leben zu retten, die Gesundheit wiederherzustellen oder Leiden zu lindern. Die Deklaration stellt in ihrer aktuellen Version aber auch klar, dass das neue Verfahren anschließend systematisch wissenschaftlich erforscht werden muss; sie gibt den Ärzten also keinen Freibrief für erratisches Handeln.
Die laufende Rechtsprechung in Deutschland fordert von dem Arzt, der vom Standard abweichen will, einen wesentlich höheren Sorgfaltsmaßstab als üblich. Das betrifft die Planung, Aufklärung, Durchführung, und Nachkontrolle des Eingriffs. Eine Umkehr der Beweislast für den Kausalzusammenhang zu Lasten des behandelnden Arztes, die sonst nur bei groben Behandlungsfehlern angenommen wird, kann hier ausnahmsweise bereits bei einfachen Behandlungsfehlern eintreten.
Ob ein Heilversuch vorliegt oder eine vom Arzneimittelgesetz reglementierte Studie, kann im Einzelfall schwierig abzugrenzen sein. Dies gilt vor allem bei „Heilversuchserien“ oder „Pilotstudien“. Hinweise auf nicht nur untergeordnetes Forschungsinteresse können beispielsweise ein Prüfplan oder eine Kontrollgruppe sein.